# The Profit
The Profit (Brasil: O Sócio / Portugal: The Profit) é um reality show do canal de TV americano CNBC. A cada episódio, o bilionário americano Marcus Lemonis oferece investimentos e sua experiência a pequenas empresas que estão em dificuldades ou à beira da falência em troca de uma participação societária na empresa. No Brasil, é exibido pelo canal pago History Channel, e também foi exibido pela Band na TV Aberta, de 25 de Janeiro a 22 de Março de 2018, toda quinta-feira, no horário nobre. No Brasil, Lemonis é dublado por Ricardo Sawaya.
A série estreou em 30 de julho de 2013. A 2ª temporada estreou em 25 de fevereiro de 2014. A segunda parte da temporada 2 retornou em outubro de 2014. Após uma segunda temporada bem-sucedida, a 3ª temporada estreou em 12 de maio de 2015. Retornou para sua 4ª temporada em 23 de Agosto de 2016. Uma 5ª temporada estreou em 21 de Novembro de 2017.

## Episódios
| Temporadas | Temporadas | Episódios | Exibição Original (EUA) | Exibição Original (EUA) |
| Temporadas | Temporadas | Episódios | Estreia de temporada    | Final de temporada      |
| ---------- | ---------- | --------- | ----------------------- | ----------------------- |
|            | 1          | 6         | 30 de Julho de 2013     | 3 de Setembro de 2013   |
|            | 2          | 18        | 25 de Fevereiro de 2014 | 16 de Dezembro de 2014  |
|            | 3          | 22        | 12 de Maio de 2015      | 16 de Fevereiro de 2016 |
|            | 4          | 20        | 23 de Agosto de 2016    | 08 de Agosto de 2017    |
|            | 5          | 18        | 21 de Novembro de 2017  | 31 De Julho de 2018     |
|            | 6          | 4         | 5 de Dezembro de 2018   | Em Lançamento           |

## Ligações Externas
- The Profit (CNBC)
- O Sócio (History Channel)